# Moritz Freiherr Knigge

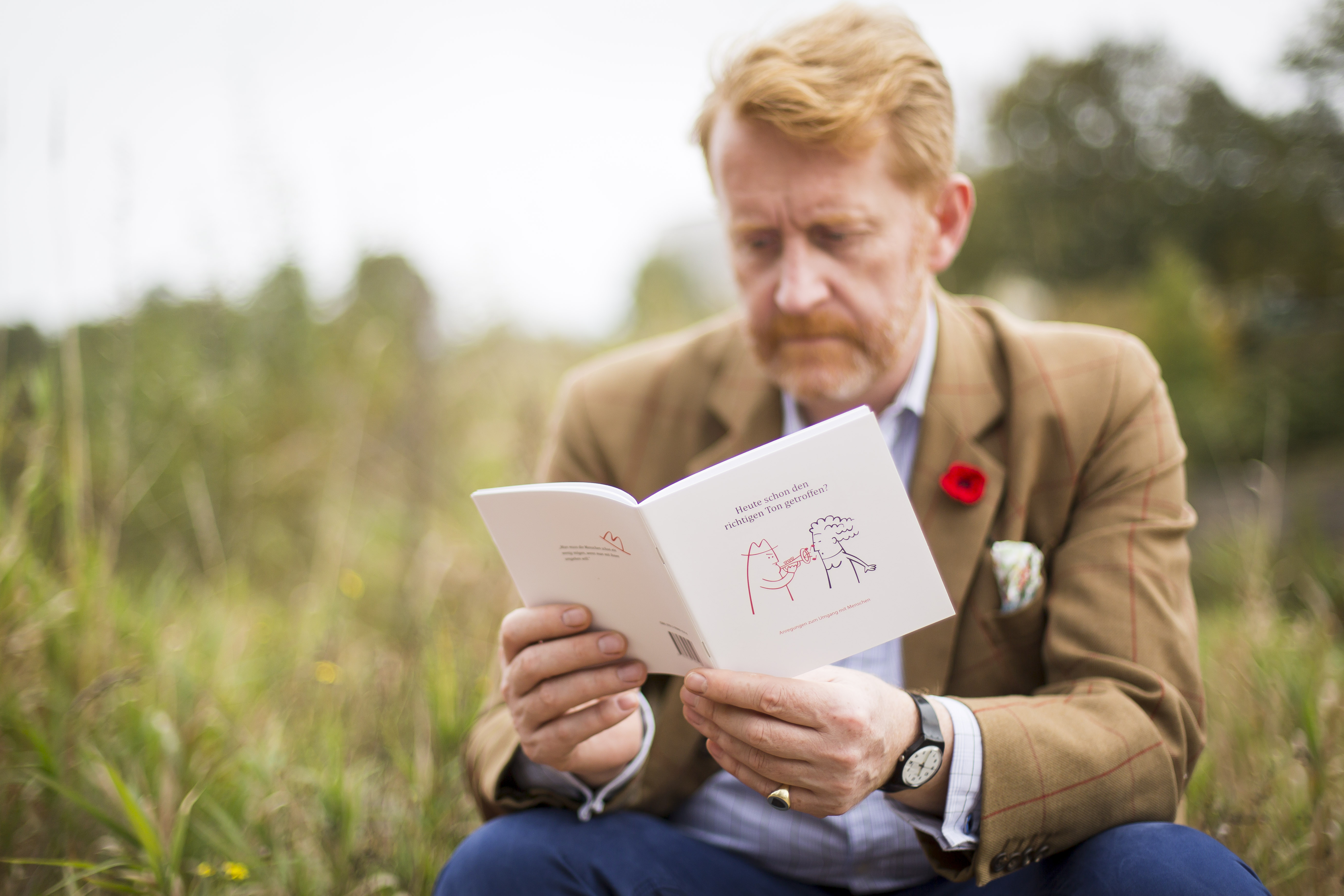
Moritz Freiherr Knigge, 2014

Moritz Freiherr Knigge (* 7. Oktober 1968 in Hannover; † 5. März 2021) war ein deutscher Autor und Redner.

## Leben
Er stammte aus der Familie von Adolph Freiherr Knigge und wuchs auf dem Rittergut Bredenbeck auf, auf dem auch Adolph Freiherr Knigge aufgewachsen war, und das sich seit dem 13. Jahrhundert im Besitz der Familie der Freiherrn Knigge befindet. Weil Adolph Freiherr Knigge keine männlichen Erben hatte, gibt es keine direkten Nachfahren, Moritz Freiherr Knigge entstammt einer anderen Linie der Familie Knigge.
Nach einer Ausbildung zum Verlagskaufmann in Göttingen, dem Studium der Betriebswirtschaftslehre in Berlin und dem Großkundenvertrieb für zwei Online-Personalmarketing-Unternehmen gründete Moritz Freiherr Knigge 2003 in Düsseldorf sein eigenes Unternehmen, die Freiherr Knigge OHG mit dem Schwerpunkt „Mensch bleiben – wie wir besser miteinander klarkommen“. Motivation seiner unternehmerischen Tätigkeit und der damit verbundenen Publikationen war das Interesse und die Freude am Umgang mit Menschen. Moritz Freiherr Knigge trat in seinen Vorträgen für Unternehmen und in seinen Bühnenprogrammen für ein menschliches Miteinander in Wirtschaft und Gesellschaft ein. Sein Hauptaugenmerk lag dabei auf der Beobachtung: „Wir wissen meist sehr genau, was zu tun und zu lassen ist, um besser miteinander klar zukommen. Besonders, was die anderen so zu tun und zu lassen haben.“ Mensch bleiben hieß für ihn, „Veränderung dort anzufangen, wo wir etwas bewegen können: bei uns selbst. Der Finger an der eigenen Nase kann nicht auf andere zeigen.“ Moritz Freiherr Knigge hielt die meisten Reibungen im Umgang untereinander weniger für bösen Willen als vielmehr für Missverständnisse.  Auch der von ihm mitgegründete Deutsche Knigge-Rat (ein privater ehrenamtlicher Expertenkreis) verfolgt die Idee, dass der Respekt vor dem Mitmenschen wichtiger sei als die strenge Etikette.
Im Jahre 2004 veröffentlichte Moritz Freiherr Knigge sein erstes Buch mit dem Titel Spielregeln – wie wir miteinander umgehen sollten. Bis 2015 folgten sieben weitere Veröffentlichungen zum Umgang mit Menschen, darunter Anleitung zum Unhöflichsein. Von der Kunst, sich virtuos danebenzubenehmen. Knigge starb am 5. März 2021.

## Werke (Auswahl)
- Spielregeln. Wie wir miteinander umgehen sollten. Mit Leo G. Linder und Michael Schellberg. Lübbe, Bergisch Gladbach 2004. ISBN 3-7857-2181-1.
- mit Claudia Cornelsen: Zeichen der Macht. Die geheime Sprache der Statussymbole. Econ, Berlin 2006. ISBN 3-430-11848-4.
- mit Michael Schellberg: Eine Frage Herr Knigge. Welche Umgangsformen brauchen wir noch? Bastei Lübbe, Bergisch Gladbach 2008. ISBN 978-3-404-66418-4.
- mit Michael Schellberg: Mit Rückgrat steht man besser. Die Welt, das Leben und was mich das alles angeht. Lübbe, Köln 2010. ISBN 978-3-7857-2409-5.
- miz Jörg Steinleitner u. a.: Die Kunst des höflichen Reisens. Gebrauchsanleitung für den gepflegten Umgang unterwegs. mvg verlag, München 2013. ISBN 978-3-86882-463-6.
- Knigges 1x1: Einsichten zum besseren Miteinander. vocalbar, Berlin 2015, ISBN 978-3-939696-18-6.
- mit Michael Schellberg, Kajo Titus Strauch: Anleitung zum Unhöflichsein. Von der Kunst, sich virtuos danebenzubenehmen. Schwarzkopf & Schwarzkopf, Berlin 2015. ISBN 978-3-86265-491-8.